# Payphone
«Payphone» (en español: «Teléfono Público De Monedas») es una canción de la banda estadounidense Maroon 5, perteneciente a su cuarto álbum de estudio Overexposed, de 2012. Cuenta con la colaboración vocal del rapero estadounidense Wiz Khalifa. La compuso Adam Levine, Ammar Malik, Robopop, Wiz Khalifa, Shellback y Benny Blanco y la produjeron estos dos últimos. Musicalmente, está compuesta en los géneros de pop y R&B con influencias de hip hop y su letra trata de un «romance en miseria». La discográfica A&M Octone Records la lanzó como el primer sencillo del disco el 16 de abril de 2012 a través de iTunes. Recibió comentarios generalmente positivos, como Bill Lamb del sitio web About que destacó «el arreglo del segundo y tercer coro», así como «una sensación [de una] melodía pop», aunque se refirió a la voz de Khalifa como «innecesaria».
Comercialmente, tuvo una buena recepción alrededor del mundo. En los Estados Unidos, alcanzó la segunda posición de la lista Billboard Hot 100 por seis semanas no consecutivas y además, duró diecisiete ediciones seguidas dentro del top 5, por lo que se convirtió en un éxito de esa lista. Por otro lado, lideró las listas de los países de Canadá, Corea del Sur, Escocia, Italia y el Reino Unido. Durante el 2012, vendió más de 9 100 000 descargas digitales mundialmente, por lo que se convirtió en la quinta canción más descargada de ese año.
Contó con la publicación de un vídeo con la letra de la canción en la cuenta de VEVO de la banda el mismo día que estuvo la canción en venta en iTunes y cuenta con un aspecto de una novela gráfica. Posteriormente, lanzaron el vídeo musical oficial el 10 de mayo del mismo año. Básicamente, la sinopsis trata de que Levine tiene que escapar sin ayuda de algunos ladrones de bancos y luego a él lo confunden con uno de ellos y debe luchar contra una flota de policías. La primera vez que interpretaron la pista en vivo fue en el reality show The Voice, en el que el vocalista es jurado. Por otra parte, recibió una nominación al premio Grammy en la categoría de mejor interpretación de pop de dúo/grupo en su quincuagésima quinta edición, pero perdió ante «Somebody That I Used To Know» de Gotye con Kimbra. También estuvo nominado a cuatro premios en los Billboard Music Awards de 2013.

## Antecedentes y composición

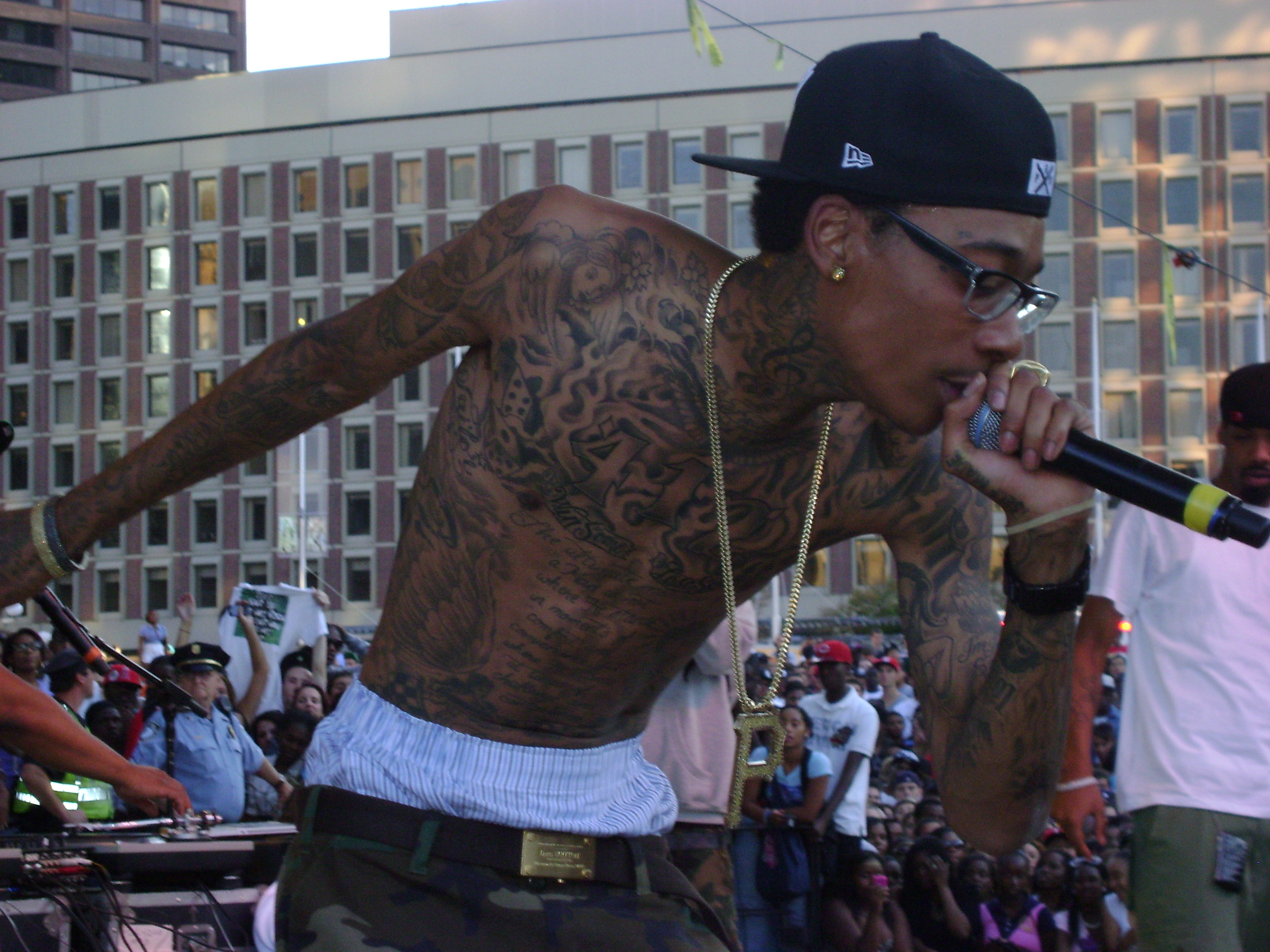
Wiz Khalifa, intérprete colaborador en el tema.

Después de haber lanzado su tercer álbum de estudio, Hands All Over en 2011, la banda comenzó a dar un mayor enfoque a la música pop. En su sitio web, la agrupación declaró que durante su gira trabajaron en el que sería su cuarto álbum, Overexposed, anunciando que sería lanzado el 26 de junio de 2012. El 10 de abril de 2012, anunciaron que estrenarían «Payphone» como el primer sencillo del disco en el reality show The Voice el 16 de ese mismo mes. Luego de su presentación, el sencillo estuvo inmediatamente disponible en iTunes. La pista la compuso Adam Levine —vocalista de la banda— junto a Ammar Malik, Robopop, Wiz Khalifa, Benny Blanco y Shellback, mientras que estos dos últimos también la produjeron. En una entrevista con Rolling Stone, Blanco declaró: «Me encanta cuando las cosas no tienen sentido, como [por decir:] ¡Mierda! [...] Me gusta cuando las bandas [se ayudan] de un género totalmente diferente [para sus canciones]». El proceso de composición comenzó cuando Blanco, Robopop, y Malik se convocaron juntos en el estudio. Estos dos últimos construyeron una línea de piano mientras que Blanco la compiló en una melodía adecuada. Posteriormente, se la entregaron a Levine. Mientras tanto, Blanco recordó al rapero Wiz Khalifa con la intención de agregar un sonido hip hop al sonido natural de Maroon 5.
«Payphone» está compuesta en los géneros de pop y R&B con influencias de hip hop; tiene una duración de tres minutos y cincuenta y un segundos y su letra trata de un «romance en miseria». De acuerdo con una partitura publicada en el sitio Musicnotes.com por Universal Music Publishing Group, el tema tiene un tempo moderato de 108 pulsaciones por minuto y está compuesto en la tonalidad de si mayor. El registro vocal de Levine se extiende desde la nota la♯3 hasta la do♯5. En cuanto a su instrumentación, Blanco colaboró en los teclados junto con Robopop y Shellback, y en la ingeniería con Bradford Smith, Chris Sclafani y Jonathan Mann. Shellback también se encargó de la guitarra acústica, el bajo y los coros. Por su parte, Robopop estuvo a cargo de la guitarra. La canción comienza con Levine interpretando el estribillo en forma de lectura respaldado por la tonada del teclado. En el estribillo canta: «I’m at a payphone trying to call home / All of my change I spent on you / Where have the times gone? / Baby, it’s all wrong / Where are the plans we made for two? / If happy ever after did exist / I would still be holding you like this / All those fairytales are full of it / One more stupid love song, I’ll be sick» —en español: «Estoy en una cabina intentando llamar a casa / Me gasté todo mi cambio en ti / ¿A donde fueron aquellos tiempos? / Nena, está todo mal / ¿Dónde están los planes que hicimos para nosotros? / Si el "felices para siempre" existiera de verdad / entonces todavía te estaría abrazando / Todos los cuentos de hadas son mentira / Una estupida canción de amor más, y me pondré enfermo»—. Amy Sciarretto de Pop Crush señaló que la letra «refleja la situación de Levine con su exnovia Anne Vyalitsyna y de su ruptura muy pública».

## Recepción

### Comentarios de la crítica
«Payphone» recibió comentarios generalmente positivos de parte de los críticos. Bill Lamb del sitio web About le dio una calificación de 4 de 5 estrellas y destacó «el arreglo del segundo y tercer coro», así como «una sensación [de una] melodía pop», aunque se refirió a la voz de Khalifa como «innecesaria». Crystal Bell de Huffington Post comentó que «es uno de los sencillos más pop de la banda a la fecha». Por su parte, Melinda Newman del sitio Hitfix dijo que «es una canción pop directa, que, como todo lo demás en estos días, parece tener [un parecido a] "Grenade" de Bruno Mars por su [contenido] brillante, militar, como [un] ritmo preciso que se las arregla para sonar convincentemente caliente». Rick Florino de Artist Direct dijo que la pista «combina uno de los principales ganchos de la banda con líneas inteligentes como "All those fairy tales are full of shit. One more fucking love song, i'll be sick" ("Todos los cuentos de hadas están llenos de mierda. Una maldita canción de amor más, voy a enfermar")». Andrew Unterberger de Pop Dust criticó el título de la pista al decir: «Nadie usa seriamente un teléfono público en un momento en la vida dramática de una década». Por otro parte, Marc Snetiker de Entertainment Weekly escribió un fuerte comentario: «La última cosa que quiero hacer es agitar el bote melodioso, pero si usted ha oído hablar del lanzamiento del nuevo sencillo de Maroon 5 ["Payphone"] ¿estás de acuerdo que la alegre canción podría muy fácilmente ser cantada por One Direction?». Chris Payne de Billboard dijo que «la aventura de pop rock/R&B [de la canción] está lejos de ser un clásico de Maroon 5, aunque [sirve de recordatorio] para mostrar el cambio [que han tenido] desde el sencillo "This Love" de 2004». Por otro lado, el tema ocupó el lugar cuarenta y seis de las cincuenta mejores canciones de 2012, según la revista Rolling Stone. Evan Sawdey de PopMatters escribió: «"Payphone" presenta las fortalezas del grupo mucho mejor. [En las líneas:] "Yeah I know it’s hard to remember / The people we used to be" ("Si, yo sé que es difícil de recordar / [El tipo] de persona que solíamos ser") hay una resonancia evidente en su voz, [como] por ejemplo [en su anterior sencillo] "Misery". En verdad, las letras de "Payphone" son más reflexivas y una vez que [suena] el exitoso estribillo, se escucha una cierta audacia en la voz de Levine, que no se encontraba en Hands All Over».
El sencillo recibió una nominación al premio Grammy en la categoría de mejor interpretación de pop de dúo/grupo en su quincuagésima quinta edición, aunque el galardón lo ganó «Somebody That I Used To Know» de Gotye con Kimbra. También obtuvo una nominación a la canción den inglés de los Premios Oye!, pero perdió ante Rihanna con «Diamonds».

### Rendimiento comercial

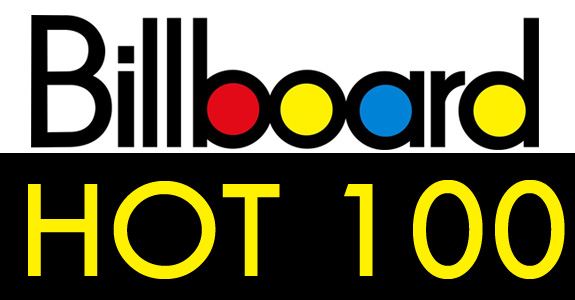
«Payphone» permaneció 17 semanas dentro del top 5 de la lista Billboard Hot 100, lo que marcó un récord en ese conteo.

De acuerdo con el reporte anual de la IFPI, «Payphone» vendió 9,1 millones de copias mundialmente durante el 2012, lo que lo hace uno de los sencillos más vendidos del año y de toda la historia.
En los Estados Unidos, debutó en el primer lugar de la lista Digital Songs con 493 000 descargas digitales, lo que convirtió a la canción de una banda con la mayor venta en una semana, ya que superó a «Boom Boom Pow» de The Black Eyed Peas, que había encabezado la lista con 464 000 ventas en abril de 2009. Simultáneamente, debutó en el tercer lugar de la Billboard Hot 100 tras estar por delante «Somebody That I Used To Know» de Gotye con Kimbra en el número uno y «We Are Young» de Fun. con Janelle Monae  en el dos. Más tarde, logró la segunda posición en ese conteo por seis semanas no consecutivas y estuvo desde su debut dentro del top tres por quince ediciones seguidas y en el top cinco por diecisiete. En la lista Pop Songs, debutó en el puesto número veintiuno con 2848 reproducciones en esa semana, por lo que es el debut más alto logrado por un grupo desde «Pop» de 'N Sync, el cual debutó en la misma posición el 2 de junio de 2001. A su décima primera semana en el conteo, subió a la cima con 12 539 reproducciones en dica publicación. En la Adult Pop Songs, entró en la decimoséptima casilla, por lo que también se convirtió en la mejor posición de una banda en su primera semana y la tercera en toda la historia. Posteriormente, alcanzó la cima del conteo. Asimismo, alcanzó las posiciones número uno, dos, cinco y vigésimo cuarta en las listas Radio Songs, Adult Contemporary, Ringtones y Dance/Club Play Songs, respectivamente. Para marzo de 2013, había superado los 5 millones en ventas digitales en el territorio y se convirtió en la segunda canción de la agrupación más vendida, detrás de «Moves like Jagger» con Christina Aguilera, por lo que recibió la certificación de cinco discos de platino de parte de la RIAA. En Canadá, debutó en la segunda casilla de la Canadian Hot 100, estando por delante «Somebody That I Used To Know» de Gotye con Kimbra. A su quinta semana en la lista, logró posicionarse en la cima, en donde permaneció ocho ediciones consecutivas. Para fin de 2012, logró comercializar más de 373 000 ejemplares digitales en el país, lo que se convirtió en la séptima canción más descargada. También llegó al número uno en la Hot Canadian Digital Songs. En tanto en países de habla hispana, logró la posición decimotercera en la Mexico Airplay de México.
En Europa, contó con una buena recepción. En Austria entró en el cuartogésimo séptimo puesto y poco después, alcanzó su posición máxima en el número cinco, el cual solo permaneció una semana. El 9 de noviembre de 2012, la IFPI la certificó con un disco de oro por vender más de 15 000 copias digitales en el territorio. En la región flamenca de Bélgica, debutó en el lugar cincuenta de su lista Ultratop 50 y para su novena semana, logró el puesto número ocho. Además, se ubicó en el séptimo lugar del Ultratop 30 Airplay de esa región. Por otra parte, también entró en la región valona de ese país. Debutó en el lugar cuarenta y uno de la Ultratop 40 y quince semanas después, logró su máxima posición en el octavo lugar, mientras que en la Ultratop 30 Airplay llegó al número uno por seis ediciones no seguidas. Por otra parte, llegó a las posiciones cuarta y séptima de las listas de los países de Alemania y Dinamarca, respectivamente. En el primero, recibió un disco de oro de la BVMI gracias a que vendió más de 150 000 descargas y en el segundo, la IFPI condecoró a «Payphone» con un disco de platino por comercializar más de 30 000 copias en el país. En Italia, la canción logró el número uno por una semana y la FIMI le otorgó la certificación de multiplatino. En tanto en Irlanda, el 5 de julio subió al segundo puesto, detrás de «Whistle» de Flo Rida. En los Países Bajos y en España, logró el décimo cuarto puesto, y en el segundo de estos, figuró en el número uno de su Lista de Radio Musical, mientras que en Finlandia, la República Checa y Suecia el sexto. También entró en Francia y en Noruega con un máximo lugar en el número ocho. En tanto en Eslovaquia alcanzó la décima casilla. La pista vendió 141 000 copias digitales en su primera semana en el Reino Unido, por lo que debutó en el primer lugar de las listas UK Singles Chart y UK Singles Download Chart. Además, es la tercera canción consecutiva que vende más de cien mil descargas en el país, después de Gary Barlow y Cheryl Cole y la primera de la banda que llega a la cima en ese país. Se mantuvo allí por dos semanas no consecutivas en ambas listas y vendió en 2012 más de 725 000 descargas en el país. Por consiguiente, obtuvo el disco de platino de parte de la BPI por vender más de 600 000 descargas. En Hungría alcanzó el primer puesto de su lista Rádiós Top 40, al igual que en Escocia, en tanto en Suiza, se ubicó en el número cuatro por dos semanas no consecutivas y la IFPI le otorgó un disco de platino por más de 30 000 descargas vendidas.
En Asia, logró el número uno en el Gaon Chart de Corea del Sur y el cinco en el Japan Hot 100 de Japón. En el primero, vendió más de 2 millones de descargas. En los países oceánicos, tuvo un buen recibimiento. Logró llegar a la segunda casilla de las listas australiana Australian Singles Chart y ARIA Digital Tracks por dos semanas consecutivas, ya que «Whistle» de Flo Rida le impidió que llegara a la cima. Asimismo, recibió cinco discos de platino de parte de la ARIA gracias a ventas elevadas a 350 000 copias. En Nueva Zelanda, entró en su primera semana en el trigésimo cuarto lugar y a la semana siguiente, escaló hasta el número tres y posteriormente al número dos, donde duró cuatro ediciones no consecutivas. Obtuvo doble disco de platino otorgado por la RIANZ, gracias a que vendió más de 30 mil descargas en el país.

## Promoción

### Vídeo musical

El vídeo con letra tiene un aspecto a una novela gráfica.

El 16 de abril de 2012, Maroon 5 publicó un vídeo con la letra de la canción en su cuenta de VEVO. El vídeo tiene un aspecto a una novela gráfica en el que el vocalista de la banda, Adam Levine es el personaje principal, en donde mira con nostalgia hacia atrás a su relación amorosa y lucha contra unos monstruos. La aparición de Wiz Khalifa es para ayudar a combatir dichos monstruos junto a Levine. Jessica Sager de Pop Crush escribió acerca del clip que: «tiene romance, tristeza, acción [...] Todo menos un teléfono público».
El 19 de abril de 2012, algunos medios vieron a Levine grabando el vídeo. Estaba haciendo una llamada desde una cabina telefónica de Los Ángeles, huyendo de la policía a toda velocidad en un vehículo deportivo clásico junto a su coestrella. El vídeo lo dirigió Samuel Bayer y se lanzó el 10 de mayo de ese año en la cuenta de VEVO de la agrupación. La trama comienza con una prolepsis en la que Levine está en medio de un vehículo AC Cobra en llamas, saca su celular, se da cuenta de que está dañado y lo arroja al fuego y de ahí, procede a ir a una cabina telefónica a intentar llamar a su amor perdido. Posteriormente, se retrocede el tiempo cuando él estaba en su oficina de trabajo en un banco, se ve distraído, mira a su alrededor y se regresa a la escena en la que se encuentra en la cabina llamando a alguien y cuando contestan, empieza a sonar la pista. En el banco, sucede un asalto a cargo de unos atracadores para robar el dinero que se encontraba allí; todos se tiraron al piso o se escondieron entre las mesas para estar a salvo. Cuando suena el primer estribillo, Levine le quita una pistola a uno de los ladrones y apunta en señal de defenderse para intentar huir junto con una mujer —la modelo neerlandesa Bregje Heinen— del suceso. Salen del lugar y la policía se encuentra afuera y les empieza a disparar aunque no son ellos los autores del crimen. En el momento que inicia la segunda estrofa, se observa a Wiz Khalifa bajarse de un auto, mientras la pareja se esconde tras un automóvil para que el intérprete pueda robar un vehículo y, tras lograrlo, arranca sin la mujer y la policía anda detrás de él en un persecución. En el segundo estribillo, vuelve a la escena de la cabina en la que le canta a una persona a través del teléfono y después, empieza Khalifa a cantar en un lugar desolado al frente de un bote de basura incendiándose para calentarse las manos, mientras a Levine lo rodean más autos y un helicóptero, pero antes de que lo acorralen tanto por delante como por detrás, toma un desvío y hace que los demás vehículos choquen entre sí para que él huya del lugar. Ya para terminar, llega bajo un puente, se baja del auto justo a tiempo para que estalle en fuego, luego se quita la camisa y se dirige todo al momento inicial del vídeo, a una cabina telefónica.
Contó con una recepción tanto positiva como negativa. Amy Sciarretto de Pop Crush escribió que: «Este vídeo se desarrolla como una mini-película, con mucha emoción, acción y persecución». Natalie Finn de E! News dio una opinión positiva al decir que: «Adam Levine se ve tan sexy como un empleado del banco [tanto] abotonado como sucio, fugitivo, herido [y] tratando de huir de la policía». Por su lado, Becky Bain del sitio Idolator comentó que «es un agradable mini-éxito de taquilla, pero todavía falta un ingrediente importante: Adam Levine sin camisa», mientras que Brian Zacher de Examiner dijo: «El vídeo está maravillosamente rápido y juega como una película de acción. Sólo hay un problema, no tiene ningún sentido». Rebecca Ford de The Hollywood Reporter dio una crítica variada: «Aunque es divertido ver a un clip de gran presupuesto de la banda, la trama no tiene mucho sentido, [ya que sí] el personaje de Levine no roba el banco, ¿por qué sigue huyendo de los policías? y ¿por qué deja a la señora bastante atrás?».

### Interpretaciones en vivo y otras versiones
Maroon 5 interpretó «Payphone» por primera vez junto a Wiz Khalifa en el reality show The Voice —en donde Adam Levine es jurado— el 16 de abril de 2012, justo antes de que se publicara a la venta en iTunes. El 21 del mismo mes, la banda la tocó en la apertura de Microsoft Store en Palo Alto, California. También la interpretaron en un popurrí con «Moves like Jagger» en la final del reality show The Voice del Reino Unido el 2 de junio de 2012. El 27 de ese mismo mes, la presentaron en el programa Late Show with David Letterman. Dos días después, la agrupación tocó «Payphone» junto con «One More Night», «Moves like Jagger» y «Harder to Breathe» en el programa Today. Ese mismo día, la agrupación se presentó en Late Night With Jimmy Fallon. Maroon 5 actuó en el concierto de las nominaciones a los premios Grammy de 2013, celebrados el 5 de diciembre de 2012. Primero, la banda interpretó un popurrí de las canciones «One More Night», «Moves like Jagger» y «Daylight» justo después de que anunciaran que contaban con una nominación al mejor álbum de pop vocal por Overexposed. Para la finalización del concierto, volvieron al escenario a cantar «Payphone». De acuerdo con Amy Sciarretto de Pop Crush, «fue una actuación poderosa y apasionada y nos recordó por qué Levine y sus compañeros fueron nominados para otro Grammy». También tocaron la pista junto con «Moves like Jagger» en Germany's Next Topmodel. Por otro lado, la banda canadiense Walk off the Earth realizó su versión de la canción y según Andrew Unterberger del sitio Pop Dust, esta versión «está adornada con una impresionante instrumentación que la hace menos cursi a la de M5. Además, corrigen un gran error al sustituir la parte de Khalifa». En tanto el dúo estadounidense Karmina realizaron su propio cover del sencillo y en una entrevista con Billboard, una de las integrantes, Kelly Rudisill, declaró que: «Escuchamos "Payphone" no mucho después de que salió y nos encantó el groove. [Además] nos encanta Maroon 5». Maroon 5 incluyó a «Payphone» como la canción de apertura para su gira mundial Overexposed Tour de 2012 y 2013. Además, Crown the Empire hizo su versión del tema, la cual formó parte de las canciones del disco Punk Goes Pop 5 que organiza Punk Goes... de la discográfica Fearless Records.
La banda Precision iTunes publicó un cover de la pista semanas antes de que el original se lanzará en el Reino Unido. Esta versión logró entrar en el top diez de la lista UK Singles Chart, exactamente en la novena casilla. Esto generó una fuerte controversia en la industria de la música, por lo que el diario The Sunday Telegraph rastreó a Joshua Weinstein, responsable de dicha publicación ilegal de la canción y no dio declaraciones al respecto. El 23 de junio de 2012, la pista titulada «Payphone (Maroon 5 Feat. Wiz Khalifa Tribute)» logró estar entre los diez primeros de la lista mencionada —una semana antes de que la versión original hiciera su debut—, con 34 492 descargas vendidas, una cifra que expertos en la industria consideran muy alta.

## Formatos
Descarga digital
| «Payphone» — Explícito |                              |          |  |
| N.º                    | Título                       | Duración |  |
| 1.                     | «Payphone» (con Wiz Khalifa) | 3:51     |  |

| «Payphone» — Limpio |                              |          |  |
| N.º                 | Título                       | Duración |  |
| 1.                  | «Payphone» (con Wiz Khalifa) | 3:51     |  |

| «Payphone» — EP |                                                  |          |  |
| N.º             | Título                                           | Duración |  |
| 1.              | «Payphone» (con Wiz Khalifa)                     | 3:51     |  |
| 2.              | «Payphone»                                       | 3:42     |  |
| 3.              | «Payphone» (Thomas Penton & Barry Huffine Remix) | 4:05     |  |
| 4.              | «Payphone» (Sound Of Arrows Remix)               | 5:02     |  |

Sencillo en CD y Disco de vinilo
| «Payphone» — Remixes |                                                |          |  |
| N.º                  | Título                                         | Duración |  |
| 1.                   | «Payphone» (Thomas Penton/Barry Huffine Remix) | 5:55     |  |
| 2.                   | «Payphone» (Thomas Penton/Barry Huffine Dub)   | 5:55     |  |
| 3.                   | «Payphone» (Sound Of Arrows Remix)             | 5:02     |  |
| 4.                   | «Payphone» (Sound Of Arrows Instrumental)      | 5:02     |  |
| 5.                   | «Payphone» (Ashworth Remix)                    | 4:24     |  |
| 6.                   | «Payphone» (Ashworth Instrumental)             | 4:24     |  |
| 7.                   | «Payphone» (Original Explicit)                 | 3:51     |  |
| 8.                   | «Payphone» (Original without Wiz Khalifa)      | 3:42     |  |
| 9.                   | «Payphone» (Instrumental)                      | 3:52     |  |

| «Payphone» — Sencillo en CD |                                                |          |  |
| N.º                         | Título                                         | Duración |  |
| 1.                          | «Payphone» (Explicit Version)                  | 3:51     |  |
| 2.                          | «Payphone» (Thomas Penton/Barry Huffine Remix) | 4:05     |  |

| «Payphone» — Sencillo en 12 pulgadas |                                                |          |  |
| N.º                                  | Título                                         | Duración |  |
| 1.                                   | «Payphone» (Dirty Version)                     | 3:51     |  |
| 2.                                   | «Payphone» (Sex Ray Vision Remix)              | 3:51     |  |
| 3.                                   | «Payphone» (Reidiculous Remix)                 | 5:21     |  |
| 4.                                   | «Payphone» (Thomas Penton/Barry Huffine Remix) | 4:05     |  |
| 5.                                   | «Payphone» (Serafin Remix)                     | 3:09     |  |
| 6.                                   | «Payphone» (C-Rok RokCandy Remix)              | 5:37     |  |

## Posicionamiento en listas

### Semanales
| País              | Lista (2012)               | Mejor posición |
| ----------------- | -------------------------- | -------------- |
| Alemania          | German Singles Chart       | 4              |
| Alemania          | German Airplay Chart       | 1              |
| Australia         | Australian Singles Chart   | 2              |
| Australia         | ARIA Digital Ttracks       | 2              |
| Austria           | Ö3 Austria Top 40          | 5              |
| Bélgica (Flandes) | Ultratop 50                | 8              |
| Bélgica (Flandes) | Ultratop 30 Airplay        | 7              |
| Bélgica (Valonia) | Ultratop 40                | 8              |
| Bélgica (Valonia) | Ultratop 30 Airplay        | 1              |
| Brasil            | Brazil Hot 100 Airplay     | 17             |
| Canadá            | Canadian Hot 100           | 1              |
| Canadá            | Hot Canadian Digital Songs | 1              |
| Corea del Sur     | Gaon Chart                 | 1              |
| Dinamarca         | Tracklisten                | 7              |
| Escocia           | Scottish Singles Chart     | 1              |
| Eslovaquia        | Slovakia Radio Top 100     | 10             |
| España            | Top 50 Canciones           | 14             |
| España            | Lista de Radio Musical     | 1              |
| Estados Unidos    | Billboard Hot 100          | 2              |
| Estados Unidos    | Digital Songs              | 1              |
| Estados Unidos    | Ringtones                  | 5              |
| Estados Unidos    | Pop Songs                  | 1              |
| Estados Unidos    | Radio Songs                | 1              |
| Estados Unidos    | Adult Pop Songs            | 1              |
| Estados Unidos    | Adult Contemporary         | 2              |
| Estados Unidos    | Dance/Club Play Songs      | 24             |
| Finlandia         | Suomen virallinen lista    | 6              |
| Francia           | SNEP                       | 8              |
| Francia           | Classements Radios         | 4              |
| Hungría           | Rádiós Top 40              | 1              |
| Irlanda           | Irish Singles Chart        | 2              |
| Italia            | FIMI                       | 1              |
| Japón             | Japan Hot 100              | 5              |
| México            | Mexico Airplay             | 13             |
| Noruega           | VG-lista                   | 8              |
| Nueva Zelanda     | NZ Top 40 Singles          | 2              |
| Países Bajos      | Dutch Top 40               | 14             |
| Reino Unido       | UK Singles Chart           | 1              |
| Reino Unido       | UK Singles Download Chart  | 1              |
| Reino Unido       | UK Streaming Chart         | 1              |
| República Checa   | Czech Radio Top 100        | 6              |
| Suecia            | Sverigetopplistan          | 6              |
| Suiza             | Schweizer Hitparade        | 4              |
| Suiza             | Swiss Airplay Chart        | 1              |

#### Sucesión en listas
| Predecesor: «M+F» de Die Ärzte                                                             | German Airplay Chart — Sencillo número uno Semana 27 de 2012 — Semana 28 de 2012                                                   | Sucesor: «Whistle» de Flo Rida                                                               |
| Predecesores: «Somebody That I Used to Know» de Gotye con Kimbra «Happiness» de Sam Sparro | Ultratop 30 Airplay — Sencillo número uno 14 de julio de 2012 — 4 de agosto de 2012 11 de agosto de 2012 — 1 de septiembre de 2012 | Sucesores: «Happiness» de Sam Sparro «Positif» de Matt Houston con P-Square                  |
| Predecesor: «Somebody That I Used to Know» de Gotye con Kimbra                             | Canadian Hot 100 — Sencillo número uno 2 de junio de 2012 — 28 de julio de 2012                                                    | Sucesor: «Wide Awake» de Katy Perry                                                          |
| Predecesor: «Somebody That I Used to Know» de Gotye con Kimbra                             | Hot Canadian Digital Songs — Sencillo número uno 26 de mayo de 2012 — 23 de junio de 2012                                          | Sucesor: «Whistle» de Flo Rida                                                               |
| Predecesor: «Call My Name» de Cheryl Cole                                                  | Scottish Singles Chart — Sencillo número uno 30 de junio de 2012 — 7 de julio de 2012                                              | Sucesor: «This Is Love» de Will.i.am con Eva Simons                                          |
| Predecesor: «Te He Echado de Menos» de Pablo Alborán                                       | Lista de Radio Musical — Sencillo número uno 14 de julio de 2012 — 20 de julio de 2012                                             | Sucesor: «Te He Echado de Menos» de Pablo Alborán                                            |
| Predecesor: «Somebody That I Used to Know» de Gotye con Kimbra                             | Digital Songs — Sencillo número uno 5 de mayo de 2012 — 12 de mayo de 2012                                                         | Sucesor: «Somebody That I Used to Know» de Gotye con Kimbra                                  |
| Predecesor: «Call Me Maybe» de Carly Rae Jepsen                                            | Pop Songs — Sencillo número uno 14 de julio de 2012 — 11 de agosto de 2012                                                         | Sucesor: «Wide Awake» de Katy Perry                                                          |
| Predecesor: «Somebody That I Used to Know» de Gotye con Kimbra                             | Radio Songs — Sencillo número uno 14 de julio de 2012 — 25 de agosto de 2012                                                       | Sucesor: «Lights» de Ellie Goulding                                                          |
| Predecesor: «Somebody That I Used to Know» de Gotye con Kimbra                             | Adult Pop Songs — Sencillo número uno 14 de julio de 2012 — 25 de agosto de 2012                                                   | Sucesor: «Wide Awake» de Katy Perry                                                          |
| Predecesor: «Call Me Maybe» de Carly Rae Jepsen                                            | Rádiós Top 40 — Sencillo número uno 18 de junio de 2012 — 29 de julio de 2012                                                      | Sucesor: «Whistle» de Flo Rida                                                               |
| Predecesor: «Cercavo Amore» de Emma (IT)                                                   | Italian Singles Chart — Sencillo número uno 7 de junio de 2012 — 14 de junio de 2012                                               | Sucesor: «Balada» de Gusttavo Lima                                                           |
| Predecesores: «Call My Name» de Cheryl Cole «This is Love» de Will.i.am con Eva Simons     | UK Singles Chart — Sencillo número uno 30 de junio de 2012 — 7 de julio de 2012 14 de julio de 2012 — 21 de julio de 2012          | Sucesores: «This is Love» de Will.i.am con Eva Simons «Spectrum» de Florence and the Machine |
| Predecesores: «Call My Name» de Cheryl Cole «This is Love» de Will.i.am con Eva Simons     | UK Singles Download Chart — Sencillo número uno 30 de junio de 2012 — 7 de julio de 2012 14 de julio de 2012 — 28 de julio de 2012 | Sucesores: «This is Love» de Will.i.am con Eva Simons «Spectrum» de Florence and the Machine |
| Predecesor: «Whistle» de Flo Rida                                                          | UK Streaming Chart — Sencillo número uno 14 de julio de 2012 — 17 de agosto de 2012                                                | Sucesor: «Spectrum» de Florence and the Machine                                              |
| Predecesor: «Call Me Maybe» de Carly Rae Jepsen                                            | Swiss Airplay Chart — Sencillo número uno Semana 28 de 2012 — Semana 32 de 2012                                                    | Sucesor: «Blow Me (One Last Kiss)» de P!nk                                                   |

### Anuales
| País              | Lista                    | Posición |
| 2012              | 2012                     | 2012     |
| ----------------- | ------------------------ | -------- |
| Alemania          | German Singles Chart     | 30       |
| Australia         | Australian Singles Chart | 11       |
| Austria           | Austrian Singles Chart   | 32       |
| Bélgica (Flandes) | Ultratop 50              | 33       |
| Bélgica (Valonia) | Ultratop 40              | 30       |
| Canadá            | Canadian Hot 100         | 4        |
| Corea del Sur     | Gaon Chart               | 48       |
| Dinamarca         | Danish Singles Chart     | 21       |
| España            | Top 50 Canciones         | 36       |
| Estados Unidos    | Billboard Hot 100        | 4        |
| Estados Unidos    | Digital Songs            | 4        |
| Estados Unidos    | Pop Songs                | 5        |
| Estados Unidos    | Radio Songs              | 3        |
| Estados Unidos    | Adult Pop Songs          | 6        |
| Estados Unidos    | Adult Contemporary       | 11       |
| Estados Unidos    | Ringtones                | 31       |
| Francia           | French Singles Chart     | 43       |
| Hungría           | Rádiós Top 40            | 9        |
| Irlanda           | Irish Singles Chart      | 11       |
| Japón             | Japan Hot 100            | 20       |
| Nueva Zelanda     | NZ Top 40 Singles        | 7        |
| Países Bajos      | Dutch Singles Chart      | 52       |
| Reino Unido       | UK Singles Chart         | 9        |
| Suecia            | Swedish Singles Chart    | 25       |
| Suiza             | Swiss Singles Chart      | 24       |
| 2013              |                          |          |
| Estados Unidos    | Adult Contemporary       | 34       |

### Certificaciones
| País           | Organismo certificador | Certificación | Simbolización | Ref.    |
| -------------- | ---------------------- | ------------- | ------------- | ------- |
| Alemania       | BVMI                   | Oro           | ●             | [ 53 ]  |
| Australia      | ARIA                   | 5× Platino    | 5▲            | [ 78 ]  |
| Austria        | IFPI                   | Oro           | ●             | [ 47 ]  |
| Canadá         | CRIA                   | 5× Platino    | 5▲            | [ 147 ] |
| Dinamarca      | IFPI                   | Platino       | ▲             | [ 54 ]  |
| Estados Unidos | RIAA                   | 5× Platino    | 5▲            | [ 41 ]  |
| Italia         | FIMI                   | Multiplatino  | —             | [ 55 ]  |
| Nueva Zelanda  | RIANZ                  | 2× Platino    | 2▲            | [ 80 ]  |
| Reino Unido    | BPI                    | Platino       | ▲             | [ 69 ]  |
| Suiza          | IFPI                   | Platino       | ▲             | [ 72 ]  |

## Premios y nominaciones
A continuación, una lista de algunos de las nominaciones y premios que obtuvo la canción en distintas ceremonias de premiación.
| Año  | Ceremonia de premiación | Categoría                                | Resultado | Ref.            |
| ---- | ----------------------- | ---------------------------------------- | --------- | --------------- |
| 2012 | MTV Video Music Awards  | Mejor vídeo pop                          | Nominado  | [ 148 ]         |
| 2012 | Teen Choice Awards      | Mejor canción de ruptura                 | Ganador   | [ 149 ]         |
| 2013 | Billboard Music Awards  | Top canción Hot 100                      | Nominado  | [ 18 ]          |
| 2013 | Billboard Music Awards  | Top canción digital                      | Nominado  | [ 18 ]          |
| 2013 | Billboard Music Awards  | Top canción radial                       | Nominado  | [ 18 ]          |
| 2013 | Billboard Music Awards  | Top canción pop                          | Nominado  | [ 18 ]          |
| 2013 | MuchMusic Video Awards  | Vídeo internacional del año              | Nominado  | [ 150 ] [ 151 ] |
| 2013 | Premios People's Choice | Vídeo musical favorito                   | Nominado  | [ 152 ]         |
| 2013 | Premios Grammy          | mejor interpretación de pop de dúo/grupo | Nominado  | [ 17 ]          |
| 2013 | Premios Oye!            | Canción en inglés                        | Nominado  | [ 29 ]          |

## Créditos y personal
- Adam Levine: Voz principal y composición.
- Ammar Malik: Composición.
- Wiz Khalifa: Colaboración vocal y composición.
- Shellback: Composición, producción, teclados, guitarra acústica, bajo y coros.
- Robopop: Composición, producción, teclados y guitarra.
- Benny Blanco: Composición, producción, teclados e ingeniería.
- Bradford Smith: Ingeniería
- Chris Sclafani: Ingeniería
- Jonathan Mann: Ingeniería.

Fuente: Discogs.